# Rekishi monogatari
Les Contes historiques (歴史物語, Rekishi monogatari) japonais sont une catégorie de la littérature japonaise. Ils sont rédigés en kana.
Les contes les plus importants sont Ōkagami monogatari (Le Grand Miroir) ; Imakagami (Le Petit Miroir) ; Mizukagami (Le Miroir d'eau) et Masukagami (Le Clair Miroir). Ils constituent la série des quatre miroirs.
- Eiga monogatari (Le Dit de la magnificence).
- Rokudai shōjiki écrit durant l'époque de Kamakura.